# Сергеев, Андрей Фёдорович
Андрей Фёдорович Сергеев (15 октября 1912, Хотмыжск, Курская губерния — 7 июня 1999, Брянск) — разведчик 60-го гвардейского кавалерийского полка 16-й гвардейской Черниговской кавалерийской дивизии, сформированной в декабре 1941 года в городе Уфе как 112-я Башкирская кавалерийская дивизия, 7-го гвардейского кавалерийского корпуса 1-го Белорусского фронта, гвардии красноармеец.

## Биография
Родился 15 октября 1912 года в селе Хотмыжск (ныне Борисовского района Белгородской области) в крестьянской семье. Член ВКП/КПСС с 1950 года. Окончил 8 классов. Работал дежурным на железнодорожной станции «Тырма» Амурской железной дороги.
В Красной Армии с апреля 1943 года. На фронте в Великую Отечественную войну с февраля 1944 года.
Разведчик 60-го гвардейского кавалерийского полка гвардии красноармеец Андрей Сергеев в составе группы в ночь на 15 апреля 1944 года форсировал реку Турья, севернее города Владимир-Волынский Волынской области, установил расположение сил и средств противника. Организовав засаду на участке дороги Лиски — Северинувка, разведчики уничтожили свыше пятнадцати вражеских солдат, а одного взяли в плен. За мужество и отвагу, проявленные в боях, 4 мая 1944 года гвардии красноармеец Сергеев Андрей Фёдорович награждён орденом Славы 3-й степени.
5 мая 1944 года, производя в составе взвода разведку переднего края обороны противника в 15 километрах севернее города Владимир-Волынский, А. Ф. Сергеев лично сразил пять противников и одного взял в плен. За мужество и отвагу, проявленные в боях, 10 июля 1944 года гвардии красноармеец Сергеев Андрей Фёдорович награждён орденом Славы 2-й степени.
В боях за польский город Томашув 18 января 1945 года разведчик 60-го гвардейского кавалерийского полка гвардии красноармеец Андрей Сергеев разведал удобные места для переправы артиллерийских орудий через реку Пилица и сопровождал их до новых огневых позиций. В уличных боях в городе подбил штабную автомашину, в которой находились генерал и три офицера. 22 января 1945 года под польским городом Каменьск разведчики, среди которых был и А. Ф. Сергеев, вывели из строя до десяти противников, миномёт и два пулемёта. Указом Президиума Верховного Совета СССР от 6 апреля 1945 года за образцовое выполнение заданий командования в боях с немецко-вражескими захватчиками гвардии красноармеец Сергеев Андрей Фёдорович награждён орденом Славы 1-й степени, став полным кавалером ордена Славы.
В 1945 году А. Ф. Сергеев демобилизован. Жил в городе Брянск. Работал ревизором на железной дороге, затем, до ухода на заслуженный отдых, — инструктором противопожарной безопасности на электровакуумном заводе.
Скончался 7 июня 1999 года.
Награждён орденами Отечественной войны 1-й степени, Славы 1-й, 2-й и 3-й степени, медалями.
Кавалер ордена Славы трёх степеней А. Ф. Сергеев участвовал в Параде Победы 1995 года в городе-герое Москве.